# Great Bend (Pennsilvània)
Great Bend és una població dels Estats Units a l'estat de Pennsilvània. Segons el cens del 2000 tenia 700 habitants.

## Demografia
Segons el cens del 2000, Great Bend tenia 700 habitants, 329 habitatges, i 185 famílies. La densitat de població era de 1.001 habitants per quilòmetre quadrat.
Dels 329 habitatges en un 26,4% hi vivien nens de menys de 18 anys, en un 45,3% hi vivien parelles casades, en un 7,6% dones solteres, i en un 43,5% no eren unitats familiars. En el 38,3% dels habitatges hi vivien persones soles el 22,2% de les quals corresponia a persones de 65 anys o més que vivien soles. El nombre mitjà de persones vivint en cada habitatge era de 2,13 i el nombre mitjà de persones que vivien en cada família era de 2,8.
Per edats la població es repartia de la següent manera: un 21,6% tenia menys de 18 anys, un 7,4% entre 18 i 24, un 28,3% entre 25 i 44, un 22,4% de 45 a 60 i un 20,3% 65 anys o més.
L'edat mediana era de 41 anys. Per cada 100 dones de 18 o més anys hi havia 84,2 homes.
La renda mediana per habitatge era de 27.708 $ i la renda mediana per família de 39.464 $. Els homes tenien una renda mediana de 29.911 $ mentre que les dones 19.479 $. La renda per capita de la població era de 15.009 $. Entorn del 8,5% de les famílies i el 13,7% de la població estaven per davall del llindar de pobresa.

## Poblacions més properes
El següent diagrama mostra les poblacions més properes.